# Pjotr Grigorjevič Lopatin
Pjotr Grigorjevič Lopatin, beloruski komunist, partizan in heroj Sovjetske zveze, * 5. januar 1907, † 9. julij 1974.
Med drugo svetovno vojno je bil poveljnik partizanske enote, zakar je bil odlikovan z nazivom heroja Sovjetske zveze.